# Hans Coppi
Hans Coppi (* 25 de enero de 1916, Berlín - † 22 de diciembre de 1942, Berlín-Plötzensee) fue un miembro de la resistencia contra el nazismo en la organización de espionaje prosoviética Orquesta Roja.

## Biografía
Hijo de Robert y Frieda Coppi, miembros del partido comunista alemán estudió en la Schulfarm Scharfenberg, una escuela progresista agrícola en Tegel. Fue miembros de las juventudes comunistas alemanas (KJVD).
En 1932, fue expulsado de la escuela por solidarizarse con la prohibición del film Camaraderia de Georg Wilhelm Pabst siendo transferido al liceo Berliner Lessing-Gymnasium. Cuando en 1933 los nazis culparon a los comunistas del incendio del Reichstag, Coppi comenzó actividades en contra siendo arrestado un año después por la Gestapo y enviado al campo de concentración de Oranienburg. 
Cuando fue liberado retomó contacto con viejos amigos de la escuela perseguidos por el nazismo y prosiguiendo actividades de resistencia.
Al estallar la Segunda Guerra Mundial fue rechazado como soldado por bajas calificaciones físicas. Se unió al grupo de Wilhelm Schürmann-Horster y prosiguió contactos con la Orquesta Roja. 
En 1941, se casó con Hilde Rake y ambos prosiguieron actividades con la resistencia. En 1942 fue requerido para alistamiento en la Wehrmacht.
Pero el 12 de septiembre fueron arrestados, también sus padres, siendo juzgado y condenado a muerte tres días después junto a otros miembros como Arvid Harnack y Harro Schulze-Boysen en la prisión de Plötzensee.
Hilde Coppi embarazada dio a luz a Hans, el 27 de noviembre y fue ejecutada un año después.